# Conventionalisme
Conventionalisme is een filosofische positie die stelt dat bepaalde fundamentele principes, regels of aannames gegrond zijn in (expliciete of impliciete) conventies of overeenkomsten in een maatschappij, eerder dan in de externe werkelijkheid. Hoewel deze positie vaak aanvaard wordt met betrekking tot bijvoorbeeld de grammatica van een taal, is het controversiëler met betrekking tot principes op vlak van ethiek, wet, wetenschap, wiskunde of logica.
Het conventionalisme is vooral bediscussieerd geweest binnen de wetenschapsfilosofie, waar de positie teruggaat op het werk van de wiskundige Henri Poincaré, die stelde dat kiezen tussen euclidische of niet-euclidische meetkunde een kwestie van conventie was. Dit is vervolgens door een aantal filosofen uitgebreid en toegepast op andere wetenschappelijke disciplines of zelfs de hele wetenschap. Zo'n conventionalisme is terug te vinden in het werk van onder meer Alfred Ayer, Rudolf Carnap, Hugo Dingler, Pierre Duhem, Carl Hempel, Gaston Milhaud, Karl Popper en Abel Rey.